# فان يانغ
فان يانغ (بالصينية: 范阳) هو دراج صيني، ولد في 3 يناير 1990.

## وصلات خارجية
- فان يانغ على موقع الاتحاد الدولي للدراجات (الإنجليزية)
- فان يانغ على موقع أرشيف الدراجات (الإنجليزية)
- فان يانغ على موقع إحصائيات الدراجات الإحترافية (الإنجليزية)
- فان يانغ على موقع نسبة الدراجات (الإنجليزية)
- فان يانغ على موقع أوليمبيديا (الإنجليزية)
- فان يانغ على موقع اللجنة الأولمبية الصينية (الإنجليزية)